# Dawn of Victory
Dawn of Victory – trzeci album studyjny wydany przez Rhapsody 28 listopada 2000 roku. Tak jak poprzednie albumy koncentruje się na historii Algalordu i Emerald Sword Saga (pl. Saga Szmaragdowego Miecza). Został wyprodukowany przez Sasche Paetha.

## Lista utworów
| Nr  | Tytuł                                      | Czas |
| --- | ------------------------------------------ | ---- |
| 1.  | "Lux Triumphans"                           | 2:00 |
| 2.  | "Dawn of Victory"                          | 4:47 |
| 3.  | "Triumph for My Magic Steel"               | 5:47 |
| 4.  | "The Village of Dwarves"                   | 3:52 |
| 5.  | "Dargor, Shadowlord of the Black Mountain" | 4:48 |
| 6.  | "The Bloody Rage of the Titans"            | 6:24 |
| 7.  | "Holy Thunderforce"                        | 4:22 |
| 8.  | "Trolls in the Dark"                       | 2:32 |
| 9.  | "The Last Winged Unicorn"                  | 5:44 |
| 10. | "The Mighty Ride of the Firelord"          | 9:16 |

Ścieżka bonusowa (edycja japońska)
| Nr | Tytuł                                                 | Czas |
| -- | ----------------------------------------------------- | ---- |
| 1. | "Dargor, Shadowlord of the Black Mountain (Extended)" | 8:30 |
| 2. | "Rage of the Winter (Remake)"                         | 4:48 |

Ścieżka bonusowa (Digipack)
| Nr | Tytuł                                            | Czas |
| -- | ------------------------------------------------ | ---- |
| 1. | "Guardians (Helloween cover)"                    | 4:21 |
| 2. | "The Mighty Ride Of Firelord (Edited)"           | 4:46 |
| 3. | "Holy Thunderforce (Alternate version)"          | 4:18 |
| 4. | "Triumph for My Magic Steel (Alternate version)" | 5:43 |

- Multimedialna ścieżka zawierała:

Holy Thunderforce (teledysk)
Epicus Furor - Emerald Sword (teledysk)
Wisdom Of The Kings (teledysk)
Algalord Chronicles I, II & III
Photo Gallery
Track Commentary
History
Screensaver (for PC use only)

## Muzycy
- Luca Turilli – gitara
- Fabio Lione – wokal
- Alex Staropoli – instrumenty klawiszowe
- Alessandro Lotta – gitara basowa
- Alex Holzwarth – perkusja

### Muzycy gościnni
- Chór: Thomas Rettke, Robert Hunecke-Rizzo, Miro Rodenberg, Cinzia Rizzo, Florinda Klevisser
- Chór kościelny: Helmstedt Kammerchoir dyrygowany przez Andreasa Lamkena
- Kobiecy wokal: Constanze Backes
- Dziecięcy głos w "Trolls in the Dark": Laurence Vanryne
- Muzyk barokowy: Manuel Staropoli
- Skrzypce: Maggie Ardorf
- Na perkusji zagrał Thunderforce